# 伊原徳
伊原 徳（、1930年〈昭和5年〉3月27日 - ）は、日本の元俳優である。

## 人物・来歴
1930年（昭和5年）3月27日、広島県広島市に生まれる。国立音楽学校卒業。
三及社（灰田兄弟事務所）を経て、1947年（昭和22年）に新東宝（現在の国際放映）へ入社。その後、1950年（昭和25年）には東宝の専属俳優となる。
1954年（昭和29年）に公開された黒澤明監督映画『七人の侍』で映画デビュー。以後、サラリーマンもの、東宝特撮、時代劇等ジャンルを問わず数多くの映画に出演した。東京俳優生活協同組合に所属していた時期もある。
1971年（昭和46年）以降、映画出演の記録がない。
東宝の俳優であった中島春雄は、伊原についておとなしくて真面目な印象であったと述懐している。

## 主な出演作品

### 映画
- 七人の侍（1954年、黒澤明監督）：百姓
- ゴジラシリーズ
  - ゴジラの逆襲（1955年、小田基義監督）：護送中の警官[7][5]
  - モスラ対ゴジラ（1964年、本多猪四郎監督）：県会議員の秘書[要出典]
  - 三大怪獣 地球最大の決戦（1964年、本多猪四郎監督）：上野公園の野次馬[8][2][5]
- 獣人雪男（1955年、本多猪四郎監督）：捜索隊員[要出典]
- 変身人間シリーズ（本多猪四郎監督）
  - 美女と液体人間（1958年）：第二竜神丸船員[9]
  - ガス人間第一号（1960年）：観客[要出典]
  - マタンゴ（1963年）：マタンゴ[10]（マタンゴ怪人[3]）
- 大怪獣バラン（1958年、本多猪四郎監督）：村の若者[1][3]
- コタンの口笛（1959年、成瀬巳喜男監督）
- 潜水艦イ-57降伏せず（1959年、松林宗恵監督）
- ハワイ・ミッドウェイ大海空戦 太平洋の嵐（1960年、松林宗恵監督）
- 大坂城物語（1961年、稲垣浩監督）
- モスラ（1961年、本多猪四郎監督）：船舶協会職員[11]
- 太平洋の翼（1963年、松林宗恵監督）
- 戦国野郎（1963年、岡本喜八監督）：雑兵
- 海底軍艦（1963年 本多猪四郎監督）：記者[3][注釈 1]
- ああ爆弾（1964年、岡本喜八監督）：警官
- 君も出世ができる（1964年、須川栄三監督）：東和観光社員
- 宇宙大怪獣ドゴラ（1964年、本多猪四郎監督）：宙に浮かぶ酔っ払い[12][5]、自衛隊員[要出典]
- 侍（1965年、岡本喜八監督）：船頭
- 肉体の学校（1965年、木下亮監督）：中年の客
- 血と砂（1965年、岡本喜八監督）：ゲリラ
- エレキの若大将（1965年、岩内克己監督）：六さん
- フランケンシュタインの怪獣 サンダ対ガイラ（1966年、本多猪四郎監督）：潜水夫[1][2]
- キングコングの逆襲（1967年、本多猪四郎監督）：輸送船船員（ドクター・フーの手下）[要出典]
- クレージーの大爆発（1969年、古澤憲吾監督）：警備員

### テレビ
- ウルトラシリーズ[注釈 1]
  - ウルトラQ （1966年）
    - 第12話「鳥を見た」：動物園飼育係
    - 第17話「1/8計画」：1/8計画応募者

  - 帰ってきたウルトラマン 第20話「怪獣は宇宙の流れ星」（1971年）：地球防衛庁参謀
- 快獣ブースカ 第32話「すてきな快獣の日」（1967年）：八百屋の親父